# En eaux très troubles
Pour les articles homonymes, voir En eaux troubles, MEG et Trench (homonymie).
Série En eaux troubles
En eaux troubles
(2018)
Pour plus de détails, voir Fiche technique et Distribution.
En eaux très troubles ou Mégalodon 2 : la fosse au Québec (The Meg 2: The Trench) est un film sino-américain réalisé par Ben Wheatley, sorti en 2023. Il s'agit de l'adaptation du roman The Trench de Steve Alten (1999) et de la suite du film En eaux troubles (2018).

## Synopsis
Cinq ans après, Jonas Taylor est toujours impliqué dans la lutte contre la pollution marine. Il s'infiltre ainsi sur un navire en pleine mer des Philippines. Il retourne ensuite en Chine, où il s'occupe de Meiying, la fille de Suyin, aujourd'hui âgée de 14 ans. Il collabore avec Jiuming Zhang, le frère de Suyin, qui a repris la fondation à la suite du décès de Suyin et l'a associée à la société créée par leur père. Jiuming dirige un immense centre de recherches aquatiques à Hainan en Chine. Lors d'une importante réception, Jiuming officialise un important partenariat avec Hillary Driscoll, une riche femme d'affaires. Jiuming révèle en même temps que la fondation élève un bébé femelle mégalodon, Haiqi, sur lequel Jiuming fait des expériences depuis plusieurs années pour le rendre plus docile.
Aux côtés de Jiuming, Jonas retourne sur Mana One dans la fosse des Mariannes, où avait été retrouvé le premier mégalodon. Il y retrouve D. J. et James « Mac » Mackreides. Avec une équipe de chercheurs, ils partent dans plusieurs sous-marins performants, avec comme objectif de passer en dessous de la thermocline et ainsi explorer les profondeurs de l’océan. Ils découvrent que des Mégalodons sont présents, dont Haiqi qui s'est échappée de la base de la Fondation, apparemment pour se reproduire. Par ailleurs, Jonas découvre que Meiying fait partie du voyage alors qu'il le lui avait formellement interdit.
Le périple tourne cependant à la catastrophe lorsqu’une opération d’extraction minière illégale met en péril leur mission tout comme leur vie. Le chef de cette mine sous-marine secrète, Montes, provoque une explosion pour ne laisser aucun témoin et abandonne même ses hommes qui travaillaient avec des exosquelettes sous-marins. L'explosion provoque des dégâts considérables sur l'expédition de Mana One et plusieurs personnes meurent.
Resté à la surface, Mac est certain que certains appareils ont été sabotés et qu'il y a une taupe dans l'équipe. Jonas et quelques survivants se retrouvent coincés dans un sous-marin et leurs réserves d'oxygène viennent à manquer. Mac l'informe qu'aucune aide ne peut venir de la surface en raison du sabotage. Jonas décide donc de sortir avec des combinaisons et de parcourir 3 kilomètres, à plus de 7 000 mètres de profondeur, pour se réfugier dans la station minière qu'ils ont repérée peu de temps avant. L'équipe décimée doit donc se déplacer dans cet environnement hostile peuplé de créatures très dangereuses, alors que les réserves d'oxygène s'amenuisent. Malgré une attaque de Mégalodon, Jonas, Rigas, Jiuming et Meiying parviennent à entrer dans la station minière. Ils découvrent que le site sert à extraire des minéraux très coûteux de manière clandestine. Ils explorent les lieux ; Jiuming y trouve à sa grande surprise un exosquelette qu'il a inventé. Ils découvrent ensuite que Jess, une analyste de Mana One, les a trahi et qu'elle est à la solde de Hillary Driscoll, qui veut utiliser Mana One pour piller les richesses des fonds marins.
Pour sauver les siens, Jonas doit ressortir de la station. Après s'être évanoui, il tombe sur Montes. Ce dernier veut se venger de lui : il avait croisé sa route quelques années auparavant sur un navire pollueur.
Sur Mana One, D. J. et Mac comprennent eux aussi que Jess les a trahi. Ils tentent par ailleurs d'échapper aux mercenaires envoyés par Driscoll. Remontés à la surface de la plateforme, Rigas, Jiuming et Meiying tentent de retrouver Mac et D. J. puis de tout faire exploser. Mais un mégalodon casse la partie immergée de la station tuant ainsi Jess. Montes, qui était en réalité son petit-ami, survit malgré tout à l'attaque. Jonas et ses amis s'enfuient sur un Zodiaque moteur éteint pour ne pas attirer les mégalodons. Ils se dirige sur une île touristique surnommée l'île du Fun. Mais la zone et les alentours sont devenus très dangereux en raison de la présence de plusieurs créatures géantes — trois mégalodons, des dinosaures et une pieuvre géante — libérées par l'explosion causée par Montes. Ce dernier arrive à son tour sur l'île en hélicoptère avec Driscoll. Cette dernière est attaquée et tuée par un dinosaure. Alors que Rigas et D. J. tentent d'alerter les secours, Jonas, Mac et Jiuming vont essayer de stopper les mégalodons, tout en échappant aux mercenaires et aux dinosaures.
Jonas affronte Montes et les mégalodons sur une motomarine, pendant que Jiuming et Mac essayent de voler l'hélicoptère, encerclé de dinosaures. L'appareil finit par s'écraser et Mac est blessé. Jonas réussit à tuer le Mégalodon bêta avec un harpon explosif.
Meiying, qui devait se mettre à l'abri, désobéit à Jonas pour secourir une touriste en détresse. La jeune fille est attaquée par la pieuvre géante, alors que Montes se fait dévorer par le mégalodon alpha. Jiuming parvient à fixer une bombe sur la pieuvre. Mais la créature est attaquée et tuée par Haiqi. Jonas parvient à tuer le meg' alpha avec une pale du rotor de l'hélicoptère détruit. Haiqi s'approche ensuite de Jonas, Mac et Jiuming mais ce dernier parvient à la "canaliser" avant qu'elle prenne le large,  probablement enceinte. Le petit groupe de survivants décide cependant de ne pas y penser pour l'instant et trinque à leur victoire et à leur survie.

## Fiche technique
Sauf indication contraire, les informations mentionnées dans cette section peuvent être confirmées par la base de données cinématographiques IMDb,  présente dans la section « Liens externes ».
- Titre original : The Meg 2: The Trench
- Titre français : En eaux très troubles
- Titre québécois : Mégalodon 2 : la fosse[1]
- Réalisation : Ben Wheatley
- Scénario : Dean Georgaris, Erich Hoeber et Jon Hoeber, d'après le roman The Trench de Steve Alten
- Musique : Harry Gregson-Williams
- Direction artistique : Andrew Bennett
- Décors : Chris Lowe
- Costumes : Lindsay Pugh
- Photographie : Haris Zambarloukos (en)
- Montage : Jonathan Amos (en)
- Production : Belle Avery et Lorenzo di Bonaventura
- Coproduction : Cliff Lanning
- Production associée : Kenneth Atchity (en) et Chi-Li Wong
- Production déléguée : Catherine Xujun Ying
- Sociétés de production : Di Bonaventura Pictures, Apelles Entertainment, China Media Capital, Flagship Entertainment Group (en), Gravity Pictures et Maeday Productions
- Société de distribution : Warner Bros.
- Pays de production :  États-Unis,  Chine
- Langues originales : anglais et mandarin
- Format : couleur
- Genre : Action, horreur et science-fiction
- Durée : 116 minutes
- Dates de sortie[3] :
  - Chine : 9 juin 2023 (Festival international du film de Shanghai) ; 4 août 2023 (sortie nationale)
  - Belgique, France : 2 août 2023
  - États-Unis, Québec[1] : 4 août 2023
- Classification :
  - France : Tout public avec avertissement lors de sa sortie en salles et déconseillé aux moins de 10 ans à la télévision.
  - États-Unis : PG-13 (Accord parental - les enfants de moins de 13 ans doivent être accompagnées d'un adulte)

## Distribution
- Jason Statham (VF : Boris Rehlinger ; VQ : Sylvain Hétu) : Jonas Taylor
- Wu Jing (VF : Marc Perez ; VQ : Nicolas Charbonneaux-Collombet) : Jiuming Zhang
- Melissanthi Mahut (VF : Julia Vaidis-Bogard) : Rigas
- Shuya Cai (VF : Paloma Josso ; VQ : Estelle Fournier) : Meiying
- Cliff Curtis (VF : Xavier Fagnon ; VQ : Daniel Picard) : James « Mac » Mackreides
- Page Kennedy (VF : Namakan Koné ; VQ : Fayolle Jean Jr.) : DJ
- Sergio Peris-Mencheta (VF : Laurent Maurel ; VQ : Benoît Rousseau) : Montes
- Skyler Samuels (VF : Laëtitia Coryn ; VQ : Lauriane S. Thibodeau) : Jess
- Sienna Guillory (VF : Céline Mauge) : Hillary Driscoll
- Kiran Sonia Sawar (en) (VF : Anaïs Delva) : Sal
- Whoopie Van Raam (VF : Garance Thénault) : Curtis
- Felix Mayr (de) (VF : Arthur Khong) : Lance

 Source et légende : version française (VF) sur RS Doublage ; version québécoise (VQ) sur Doublage.qc.ca

## Production

### Genèse et développement
En avril 2018, Jason Statham déclare qu'une suite à En eaux troubles est envisageable si le film trouve son public : « Je pense que c'est comme tout de nos jours – si ça rapporte de l'argent, il y a évidemment un appétit pour gagner plus d'argent. Et si ça ne marche pas bien, ils vont bientôt le balayer sous le tapis. Mais c'est ainsi que fonctionne Hollywood. ». En août, Steve Alten — auteur du roman original — déclare, quant à lui : « Mon sentiment a toujours été que c'est une franchise à un milliard de dollars si c'est bien fait. Mais pour être bien fait, il fallait avoir le bon requin, avoir le bon casting, avoir le bon ton. Et Warner Bros. l'a complètement fait. Les producteurs y sont parvenus ». En octobre, la productrice exécutive Catherine Xujun Ying confirme qu'une suite est bien en développement.
En mars 2019, le script est en cours d'écriture.
En septembre 2020, l'auteur des romans Steve Alten confirme le titre du film, Meg 2: The Trench. Il exprime par ailleurs son envie d'un film plus sombre et potentiellement classé R, alors que le premier film était PG-13. En octobre, Ben Wheatley est annoncé comme réalisateur,.

### Attribution des rôles
En février 2022, la présence de plusieurs acteurs est confirmée : Sienna Guillory, Skyler Samuels, Sergio Peris-Mencheta ou encore Wu Jing. Il est par ailleurs précisé que Li Bingbing ne reprendra pas son rôle de Suyin Zhang du premier film.

### Tournage
En avril 2021, Jason Statham annonce que le tournage débutera en janvier 2022. La production voulait tourner dans la province de Krabi en Thaïlande, mais les autorités locales refusent pour préserver l'environnement de leurs plages.
Les prises de vues commencent le 4 février 2022 dans les Warner Bros. Studios Leavesden en Angleterre.

## Accueil

### Accueil critique
En France, le film était attendu mais les critiques ont été négatives.

### Box-office
| Pays ou région    | Box-office        | Date d'arrêt du box-office | Nombre de semaines |
| ----------------- | ----------------- | -------------------------- | ------------------ |
| États-Unis Canada | 82 600 317 $      | 12 octobre 2023            | 10                 |
| Chine             | 118 700 000 $     | -                          | -                  |
| France            | 1 622 391 entrées | 19 septembre 2023          | 7                  |
| Total mondial     | 395 000 317 $     | -                          | -                  |

## Distinctions
(en) Récompenses pour En eaux très troubles sur l’Internet Movie Database

### Récompenses
- Chinese American Film Festival 2023 : meilleur acteur pour Wu Jing et meilleure coproduction sino-américaine

### Nominations
- Hawaii Film Critics Society Awards 2024 : pire film de l'année
- Razzie Awards 2024 (à venir) : pire film, pire acteur pour Jason Statham et pire réalisateur

## Projet de suite
En juillet 2023, le réalisateur Ben Wheatley révèle que des discussions ont eu lieu au sujet d'un potentiel troisième film. Il précise que le projet dépendra du succès de ce second film mais il espère pouvoir continuer l'intrigue des romans de Steve Alten.